# Francis Knollys, I visconte Knollys
Francis Knollys, I visconte Knollys (16 luglio 1837 – 15 agosto 1924), è stato un ufficiale inglese.

## Biografia
Era il figlio di Sir William Thomas Knollys, e di sua moglie, Elizabeth St. Aubyn. Studiò a Guernsey e in seguito entrò al Royal Military College di Sandhurst, dove raggiunse il grado di guardiamarina nel 1854.

### Carriera
Nel 1855 Knollys entrò nel Department of the Commissioners of Audit. Nel 1862, divenne segretario al tesoro per il Principe di Galles. Nel 1870, fu nominato segretario privato del Principe di Galles, carica che mantenne fino al 1901.
È stato anche Groom in waiting per il Principe di Galles (1886-1901). Knollys poi divenne segretario privato del sovrano, carica che mantenne fino al 1913. Era conosciuto per la sua lealtà e discrezione in questo ruolo. È stato anche Gentleman Usher della regina Vittoria (1868-1901), e un Lord in waiting per la regina Mary (1910-1924).
Nel 1902 è stato elevato alla nobiltà come Barone Knollys, di Caversham nella Contea di Oxford, ed è diventato un consigliere della Corona nel 1910. Nel 1911 è stato ulteriormente onorato quando fu nominato visconte Knollys, di Caversham nella Contea di Oxford.

### Matrimonio
Sposò, l'11 aprile 1887, Arden Mary Tyrwhitt (2 settembre 1860-26 dicembre 1922), figlia di Sir Henry Thomas Tyrwhitt. Ebbero due figli:
- Alexandra Louvima Elizabeth Knollys (?-30 maggio 1958), sposò Allan Keith Mackenzie, ebbero un figlio;
- Edward Knollys, II visconte Knollys (16 gennaio 1895-3 dicembre 1966).

### Morte
Morì il 15 agosto 1924.

## Ascendenza
|                                        |                              |                               | Genitori          |  |  | Nonni |  |  | Bisnonni                                   |  |  | Trisnonni                           |  |
|                                        |                              |                               |                   |  |  |       |  |  | Thomas Woods Knollys, VII conte di Banbury |  |  | Charles Knollys, V conte di Banbury |  |
|                                        |                              |                               |                   |  |  |       |  |  | Thomas Woods Knollys, VII conte di Banbury |  |  | Charles Knollys, V conte di Banbury |  |
|                                        |                              | Martha Hughes                 |                   |  |  |       |  |  | Thomas Woods Knollys, VII conte di Banbury |  |  |                                     |  |
| William Knollys, VIII conte di Banbury |                              |                               |                   |  |  |       |  |  | Thomas Woods Knollys, VII conte di Banbury |  |  |                                     |  |
|                                        |                              | Mary Porter                   | William Porter    |  |  |       |  |  |                                            |  |  |                                     |  |
|                                        |                              | Mary Porter                   | William Porter    |  |  |       |  |  |                                            |  |  |                                     |  |
|                                        |                              | Mary Porter                   | …                 |  |  |       |  |  |                                            |  |  |                                     |  |
| William Knollys                        |                              | Mary Porter                   |                   |  |  |       |  |  |                                            |  |  |                                     |  |
|                                        |                              | Ebenezer Blackwell            | …                 |  |  |       |  |  |                                            |  |  |                                     |  |
|                                        |                              | Ebenezer Blackwell            | …                 |  |  |       |  |  |                                            |  |  |                                     |  |
|                                        |                              | Ebenezer Blackwell            | …                 |  |  |       |  |  |                                            |  |  |                                     |  |
| Charlotte Blackwell                    |                              | Ebenezer Blackwell            |                   |  |  |       |  |  |                                            |  |  |                                     |  |
|                                        |                              | Mary                          | …                 |  |  |       |  |  |                                            |  |  |                                     |  |
|                                        |                              | Mary                          | …                 |  |  |       |  |  |                                            |  |  |                                     |  |
|                                        |                              | Mary                          | …                 |  |  |       |  |  |                                            |  |  |                                     |  |
| Francis Knollys, I visconte Knollys    |                              | Mary                          |                   |  |  |       |  |  |                                            |  |  |                                     |  |
|                                        | John St. Aubyn, IV baronetto | John St. Aubyn, III baronetto |                   |  |  |       |  |  |                                            |  |  |                                     |  |
|                                        | John St. Aubyn, IV baronetto | John St. Aubyn, III baronetto |                   |  |  |       |  |  |                                            |  |  |                                     |  |
|                                        | John St. Aubyn, IV baronetto | Catharine Morice              |                   |  |  |       |  |  |                                            |  |  |                                     |  |
| John St. Aubyn, V baronetto            | John St. Aubyn, IV baronetto |                               |                   |  |  |       |  |  |                                            |  |  |                                     |  |
|                                        |                              | Elizabeth Wingfield           | William Wingfield |  |  |       |  |  |                                            |  |  |                                     |  |
|                                        |                              | Elizabeth Wingfield           | William Wingfield |  |  |       |  |  |                                            |  |  |                                     |  |
|                                        |                              | Elizabeth Wingfield           | Anne Williamson   |  |  |       |  |  |                                            |  |  |                                     |  |
| Elizabeth St. Aubyn                    |                              | Elizabeth Wingfield           |                   |  |  |       |  |  |                                            |  |  |                                     |  |
|                                        |                              | Martin Vinicombe              | …                 |  |  |       |  |  |                                            |  |  |                                     |  |
|                                        |                              | Martin Vinicombe              | …                 |  |  |       |  |  |                                            |  |  |                                     |  |
|                                        |                              | Martin Vinicombe              | …                 |  |  |       |  |  |                                            |  |  |                                     |  |
| Juliana Vinicombe                      |                              | Martin Vinicombe              |                   |  |  |       |  |  |                                            |  |  |                                     |  |
|                                        |                              | Margaret Polgrean             | …                 |  |  |       |  |  |                                            |  |  |                                     |  |
|                                        |                              | Margaret Polgrean             | …                 |  |  |       |  |  |                                            |  |  |                                     |  |
|                                        |                              | Margaret Polgrean             | …                 |  |  |       |  |  |                                            |  |  |                                     |  |
|                                        |                              | Margaret Polgrean             |                   |  |  |       |  |  |                                            |  |  |                                     |  |